# Хардин (округ, Теннесси)
Округ Хардин (англ. Hardin County) располагается в штате Теннесси, США. Официально образован в 1819 году. По состоянию на 2010 год, численность населения составляла 26 026 человек.

## География
По данным Бюро переписи США, общая площадь округа равняется 1543,642 км2, из которых 1497,021 км2 — суша, и 18,000 км2, или 3,090 % — это водоёмы.

## Население
По данным переписи населения 2000 года в округе проживает 25 578 жителей в составе 10 426 домашних хозяйств и 7444 семьи. Плотность населения составляет 17,00 человек на км2. На территории округа насчитывается 12 807 жилых строений, при плотности застройки около 9,00-ти строений на км2. Расовый состав населения: белые — 94,91 %, афроамериканцы — 3,69 %, коренные американцы (индейцы) — 0,20 %, азиаты — 0,16 %, гавайцы — 0,02 %, представители других рас — 0,30 %, представители двух или более рас — 0,72 %. Испаноязычные составляли 1,02 % населения независимо от расы.
В составе 29,70 % из общего числа домашних хозяйств проживают дети в возрасте до 18 лет, 57,30 % домашних хозяйств представляют собой супружеские пары, проживающие вместе, 10,10 % домашних хозяйств представляют собой одиноких женщин без супруга, 28,60 % домашних хозяйств не имеют отношения к семьям, 25,50 % домашних хозяйств состоят из одного человека, 11,80 % домашних хозяйств состоят из престарелых (65 лет и старше), проживающих в одиночестве. Средний размер домашнего хозяйства составляет 2,41 человека, и средний размер семьи — 2,87 человека.
Возрастной состав округа: 23,10 % — моложе 18 лет, 7,90 % — от 18 до 24, 26,60 % — от 25 до 44, 26,40 % — от 45 до 64, и 26,40 % — от 65 и старше. Средний возраст жителя округа — 40 лет. На каждые 100 женщин приходится 96,70 мужчин. На каждые 100 женщин старше 18 лет приходится 92,20 мужчин.
Средний доход на домохозяйство в округе составлял 27 819 USD, на семью — 34 157 USD. Среднестатистический заработок мужчины был 28 357 USD против 18 806 USD для женщины. Доход на душу населения составлял 15 598 USD. Около 14,60 % семей и 18,80 % общего населения находились ниже черты бедности, в том числе — 25,80 % молодежи (тех, кому ещё не исполнилось 18 лет) и 17,80 % тех, кому было уже больше 65 лет.